# Wat Lum Mahachai Chumphon

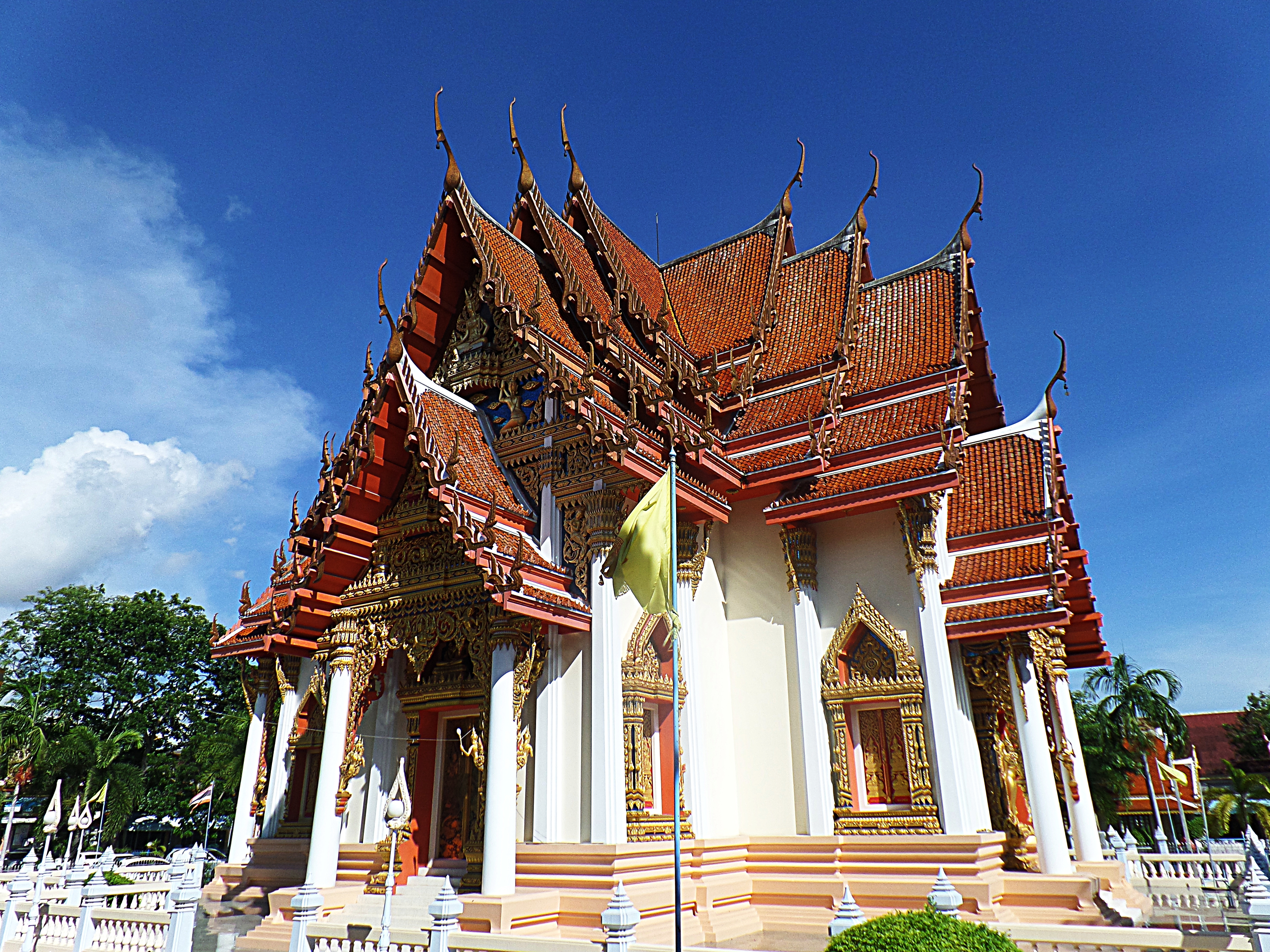

Der Wat Lum Mahachai Chumphon (thailändisch วัดลุ่มมหาชัยชุมพล) ist eine buddhistische Tempelanlage (Wat) und liegt an der Taksin Road (ถนนตากสิน) mitten in Rayong, nicht weit entfernt vom Ufer des Rayongflusses.
Wat Lum Mahachai Chumphon ist insbesondere wegen des Schreins für den großen König Taksin (ศาลสมเด็จพระเจ้าตากสิน – Saan Somdet Phra Chao Taksin) bemerkenswert, der zwischen 1767 und 1782 das Reich von Ayutthaya wieder errichtete, nachdem es von den Birmanen zerstört worden war. Taksin wird von den Einheimischen, insbesondere den chinesischstämmigen, hoch verehrt, da sein Vater chinesischstämmig und damit seinerzeit nichtadlig war. Auf seinem Zug durch die Reste des Reiches Ayutthaya versammelte er viele Soldaten, um sich mit ihnen gegen die birmanische Fremdherrschaft aufzulehnen. Der Schrein ist an der Stelle errichtet, an der er mit seinen Truppen eine Rast einlegte. Die Statue zeigt den König mit einem langen Schwert.
Zum chinesischen Neujahrsfest versammeln sich hier regelmäßig viele Tausende.

## Dies und das
Vor dem Schrein befindet sich ein hohes Mimosengewächs (Parkieae), an dem angeblich Taksins Elefant während seiner Rast angebunden worden war.